# 村上幸政
村上 幸政（むらかみ ゆきまさ、1990年9月15日 - ）は、山梨放送（YBS）所属のアナウンサー。茨城県日立市出身。茨城県立日立北高等学校、専修大学文学部日本語学科卒業。アナウンススクール・山本勉強会出身。

## 来歴
2009年、浪人生活を経て、19歳で専修大学へ進学。
2011年、ミスター専修コンテスト2011に出場。
2014年、大学卒業後に山梨放送に入社。同期入社は加藤響子。

## 人物・エピソード
- 高校球児であった。当時の監督から「アナウンサーに向いているのではないか？」と言われたのがアナウンサーを目指すきっかけとなった[9]。
- 趣味はバス釣り、カメラ、楽器、ガンプラ作り、走ること[9]。その活動ぶりは「村上幸政 (@yukimasa_murakami) - Instagram」に垣間見える。

- 2021年6月29日、同じ山梨放送の後輩アナウンサーの荒木美穂と職場結婚したことが山梨日日新聞に掲載された[10]ことを受け、担当番組内で発表した。

- 2021年11月2日、出身県の放送局・茨城放送『菊地真衣のこんなんで、いいのかYO!?』内「菊ヤギさんと愉快な仲間たち」に「村上幸政アナwith村ヤギさん」として出演した[11]。
- 2022年12月28日から2023年1月9日まで開催された第101回全国高等学校サッカー選手権大会では、全国民間放送43社の中で2名選抜されるメイングループに派遣され、山梨学院高校（山梨）、神村学園（鹿児島）を中心に13日間で8試合の試合中継に携わった[12][13][14]。
- 2023年12月28日から2024年1月8日まで開催された第102回全国高等学校サッカー選手権大会では、実況3試合にサブアナ、リポーター、優勝インタビューと計8試合に携わった[15]。その間、レギュラーで担当している「ラララ♪モーニング 金曜日」は、2023年12月29日は深田幹規[16]、2024年1月5日は和泉義治が代理で担当した[17]。
- 2025年3月に行われた日本高校サッカー選抜 欧州遠征[18]に、民間放送を代表して帯同し取材を行った。山梨放送からは初[19]。取材の様子は、担当する山梨スピリッツ及び、日テレジータス「高校サッカー欧州遠征記2025」にて放送される[20]。その間、レギュラーで担当している「ラララ♪モーニング 金曜日」は、2025年3月14日は深田幹規が代理で担当した[21]。

## 受賞歴
- 2021年のJリーグ公式映像制作で、解説者の佐藤悠介とともに、「Ｊリーグ DAZN Ｊ２ ベストゴールコメンタリー賞（2021）」を受賞した[22]。

## 出演番組
テレビ
- 山梨スピリッツ（2018年4月1日 - 2025年3月30日）
- YBSニュース
- YBSワイドニュース - マンデースポーツ（月）担当
- ててて!TV
  - 月・火曜日MC（2015年3月30日 - 2016年3月29日）
  - リポーター（2016年4月 - 2017年9月）
  - 水・木曜日MC（2019年4月3日 - 2021年3月18日）
- 24時間テレビ 愛は地球を救う41（2018年） - 山梨放送メインパーソナリティ（加藤響子と担当）[23]
- 24時間テレビ 愛は地球を救う42（2019年） - 山梨放送メインパーソナリティ（森田絵美と担当）[24]
- やまなしマルシェ（2021年4月2日 - 9月） - MC[注 1]

アニメ
- ラブオールプレー（2022年9月24日、シリーズ1最終回（第24話）） - 男性記者[25][注 2]

ラジオ
- 909morning
  - 木曜日担当（2025年4月3日 - ）

- ラララ♪モーニング
  - 火曜担当（2021年3月30日 - 2023年3月28日）
  - 金曜担当（2023年4月7日 - 2025年3月28日）
- YBSラジオニュース
- アフタヌーン ジューク・ボックス
- 甲府Shiny Town
- 田中くんと村上くんの自由業ラジオ（2021年8月7日 - 2023年6月24日土曜8:20 - 8:30）